# Ставники
Ставники (укр. Ставники) — село в Жовтанецкой сельской общине Львовского района Львовской области Украины.
Население по переписи 2001 года составляло 101 человек. Занимает площадь 3,651 км². Почтовый индекс — 80431. Телефонный код — 3254.